# Boykin (Carolina del Sur)
Boykin es un lugar designado por el censo ubicado en el condado de Kershaw, en el estado estadounidense de Carolina del Sur. La localidad en el año 2010 tiene una población de 100 habitantes. 

## Geografía
Boykin se encuentra ubicado en las coordenadas 34°39′27.41″N 81°57′33.42″O / 34.6576139, -81.9592833. 